# Монемвасия (дим)
Монемваси́я (греч. Δήμος Μονεμβασιάς) — община (дим) в Греции, в юго-восточной части полуострова Пелопоннеса на побережье залива Лаконикоса. Входит в периферийную единицу Лаконию в периферии Пелопоннес. Население 21 942 жителя по переписи 2011 года. Площадь 949,275 квадратного километра. Плотность 23,11 человека на квадратный километр. Административный центр — Молаи. Димархом на местных выборах 2014 года избран Ираклис Трихилис (Ηρακλής Τριχείλης).
В 2011 году по программе «Калликратис» к общине Монемвасии присоединены упразднённые общины Асопос, Виес, Заракас и Молаи.

## Административное деление

Административное деление общины:
1 — Молаи
2 — по часовой стрелке сверху: Заракас, Монемвасия, Виес, Асопос

Община (дим) Монемвасия делится на 5 общинных единиц.